# كارلهينز سميزك
ولد اللاعب الألماني كارلهينز سميزك في يوم 5 أغسطس من العام 1948 في مدينة كيتسينغن، بافاريا. وهو من أبطال الرماية والبطل الأولمبي في الرماية لألمانيا الغربية. وقد فاز سميزك بميدالية أولمبية ذهبية في مسابقة الرماية بالبندقية من عيار صغير لمسافة 50 متراً في دورة الألعاب الأولمبية الصيفية للعام 1976 والتي أقيمت في مدينة مونتريال في كندا.

## روابط خارجية
- كارلهينز سميزك على موقع الاتحاد الدولي (الإنجليزية)
- كارلهينز سميزك على موقع أوليمبيديا (الإنجليزية)